# Francisco Rodrigues Pereira
Francisco Rodrigues Pereira (Santa Catarina — Desterro, outubro de 1838), foi um padre e político brasileiro.
Filho de Bartolomeu Rodrigues Pereira e de Maria do Espírito Santo.
Foi deputado à Assembléia Legislativa Provincial de Santa Catarina na 1ª legislatura (1835 — 1837).
Foi cavaleiro da Imperial Ordem de Cristo, por decreto de 3 de novembro de 1845.